# 에이도스 인터랙티브
에이도스 인터랙티브(영어: Eidos Interactive Limited, 이전 이름: 도마크 리미티드, Domark Limited)는 런던 윔블던 (런던)에 본사를 두었던 영국의 비디오 게임 배급사이다. 주목할만한 시리즈 중에는 챔피언십 매니저, 데이어스 엑스, 히트맨 (시리즈), 씨프 (시리즈) 및 툼 레이더가 있다. 도마크는 1984년 마크 스타챈(Mark Strachan)과 도미닉 휘틀리(Dominic Wheatley)에 의해 설립되었다. 1995년 소프트웨어 회사인 에이도스(Eidos)에 인수되었다. 도마크의 지분을 보유하고 있던 이언 리빙스턴이 에이도스의 회장이 되어 크리에이티브 디렉터를 비롯한 다양한 직책을 맡았다. 에이도스는 1996년에 개발자 코어 디자인이 포함된 U.S. 골드를 인수하고 출판 자회사인 에이도스 인터랙티브(Eidos Interactive)를 설립한 도마크를 포함한 사업부를 합병했다. 회사는 1998년에 크리스털 다이내믹스를 인수했으며 기타 수많은 자산을 소유했다. 2005년에 모회사인 에이도스는 게임 퍼블리셔인 SCi에 인수되었다. 간략하게 Eidos로 이름이 변경된 SCi 엔터테인먼트 그룹은 2009년에 스퀘어 에닉스에 인수되었다.
스퀘어 에닉스는 에이도스 인터랙티브와의 합병을 완료하여 2009년 11월 그룹 회사인 스퀘어 에닉스 리미티드('스퀘어 에닉스 유럽'이라고도 함)에 주로 흡수되었다. 에이도스 임원 필 로저스는 스퀘어 에닉스 유럽 CEO로 회사에 머물렀고 2013년 다른 임원들과 함께 미주 및 유럽 CEO가 되었다. 2022년 8월 게임 지주 회사인 엠브레이서 그룹(Embracer Group)은 크리스털 다이내믹스, 에이도스-몬트리올(Eidos-Montréal) 스튜디오 인수를 완료했다. 스퀘어 에닉스 몬트리올 및 지적 재산인 툼레이더, 데이어스 엑스 및 씨프 (시리즈) 등이 있다. 로저스는 엠브레이서에 합류하여 CDE 엔터테인먼트라는 작전 그룹을 구성했다.